# Interstate 30
Die Interstate 30, kurz I-30, ist ein Interstate Highway im Süden der Vereinigten Staaten. Sie beginnt an der Interstate 20 westlich von Fort Worth in Texas und endet nach 590 Kilometern an der Interstate 40 nahe Little Rock in Arkansas. In Dallas verläuft die Interstate parallel zum U.S. Highway 67, der einmal ein Teil des I-20 war.

## Längen
| Meilen | km  | Staat    |
| ------ | --- | -------- |
| 223    | 360 | Texas    |
| 143    | 230 | Arkansas |
| 366    | 590 | Total    |

## Wichtige Städte
- Fort Worth
- Dallas
- Texarkana
- Little Rock

## Allgemeines
- Es besteht die Möglichkeit zur Verlängerung des Interstate 30 entlang des U.S. Highway 67 von Little Rock. Außerdem gibt es nach, einem möglichen Ausbau, Pläne für einen Interstate 730 entlang der Arkansas State Route 226 Jonesboro.
- Die Abschnitt des I-30 zwischen dem Dallas und Fort Worth wird als Tom Landry Freeway zu Ehren des langfristigen Trainer der Dallas Cowboys bezeichnet. Obwohl der Interstate 30 südlich des Texas Stadium, das bisherige Stadion der Cowboys, verläuft. Das neue Stadion wird in Arlington, also näher am I-30 liegen.
- In Dallas ist der Interstate 30 als der R.L. Thornton Freeway zwischen der Innenstadt und der Vorstadt von Mesquite bekannt. Der Name wurde vom I-35E am Mixmaster Knotenpunkt aufgenommen.
- Der I-30 ist der kürzeste zweistellige Interstate, der auf eine Null endet. Im Allgemeinen sind diese die längsten Ost-West-Highways. Das ist auch die zweite kürzeste Hauptinterstates, bei denen die letzte Ziffer eine 0 oder 5 ist, nach dem Interstate 45.

## Zubringer und Umgehungen
- Interstate 130 (zukünftiger Ausbau von Texas State Highway 151 und Arkansas State Route 245)
- Interstate 430, Interstate 630 bei Little Rock
- Interstate 530 von Little Rock nach Pine Bluff